# Vârful Capra, Munții Făgăraș
Capra este un vârf muntos situat în Masivul Făgăraș, care are altitudinea de 2.494 metri. La baza lui se află lacul glaciar Capra. Este ușor accesibil de la lacul Bâlea prin șaua Capra.